# An Outcast Among Outcasts
An Outcast Among Outcasts è un cortometraggio muto del 1912 diretto da D.W. Griffith e da Wilfred Lucas.

## Produzione
Il film fu prodotto dalla Biograph Company. Venne girato in California.

## Distribuzione
Distribuito dalla General Film Company, il film - un cortometraggio di una bobina - uscì nelle sale cinematografiche USA il 30 maggio 1912.
Non si conoscono copie ancora esistenti della pellicola che viene considerata presumibilmente perduta.